# Art byzantin lors de l'intermède latin
 (mai 2021).
L'art dans l'empire byzantin lors de l'intermède latin connaît un immense recul, dû aux pillages de la capitale par les croisés. 

## Histoire
En 1204, la quatrième croisade se détourne vers Constantinople, qui se voit soumise au pillage. Les Croisés abolissent la religion orthodoxe et établissent le catholicisme romain, mettant fin au grand Schisme. Toutefois, ils ne parviennent pas à s'attacher la population, et finissent par être expulsés en 1261. La dynastie Paléologue prend alors le pouvoir.

## Architecture
Alors que les églises sont converties au rite catholique, on ne compte aucune nouvelle construction religieuse dans l'empire, sauf dans ses parties reculées, comme en témoigne Sainte-Sophie de Trébizonde, édifiée entre 1238 et 1263 sur un modèle encore tout à fait comnène. Par contre, on note l'érection d'une remarquable série de forteresses à l'occidentale, comme celle des Villehardouin à Mistra.

## Peinture d'icônes
On remarque dans la peinture d'icônes certaines influences occidentales. Ainsi, dans l'icône de saint Georges du XIIIe siècle, en bois sculpté et peinte et conservée au musée byzantin d'Athènes, le saint est représenté comme un chevalier, vêtu à l'occidentale, portant un écu, et entouré par d'autres blasons. Toutefois, les scènes de sa vie représentées restent dans la tradition byzantine.

## Enluminure

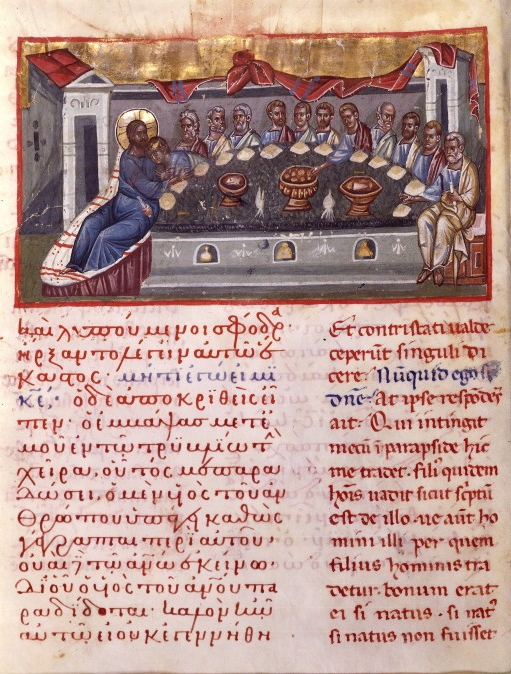
Miniature de la Cène, tétraévangile gréco-latin de la BNF.

Seul un petit groupe de manuscrits est produit pendant la période, mêlant les éléments latins et byzantins. L'un d'entre eux, un évangéliaire bilingue latin-grec, est toujours conservé à la Bibliothèque nationale de France : le tétraévangile gréco-latin (Gr.54), qui était destiné sans doute à un haut dignitaire latin, religieux ou laïc. Il n'a jamais été achevé.